# 亚历山德鲁·博尔贝利
亚历山德鲁·博尔贝利（羅馬尼亞語：Alexandru Borbely，1910年11月27日—1987年8月26日），罗马尼亚男子足球运动员，司职中场。他曾代表罗马尼亚国家队参加1930年国际足联世界杯，结果队伍止步小组赛阶段。